# Düwag GT8S/SU

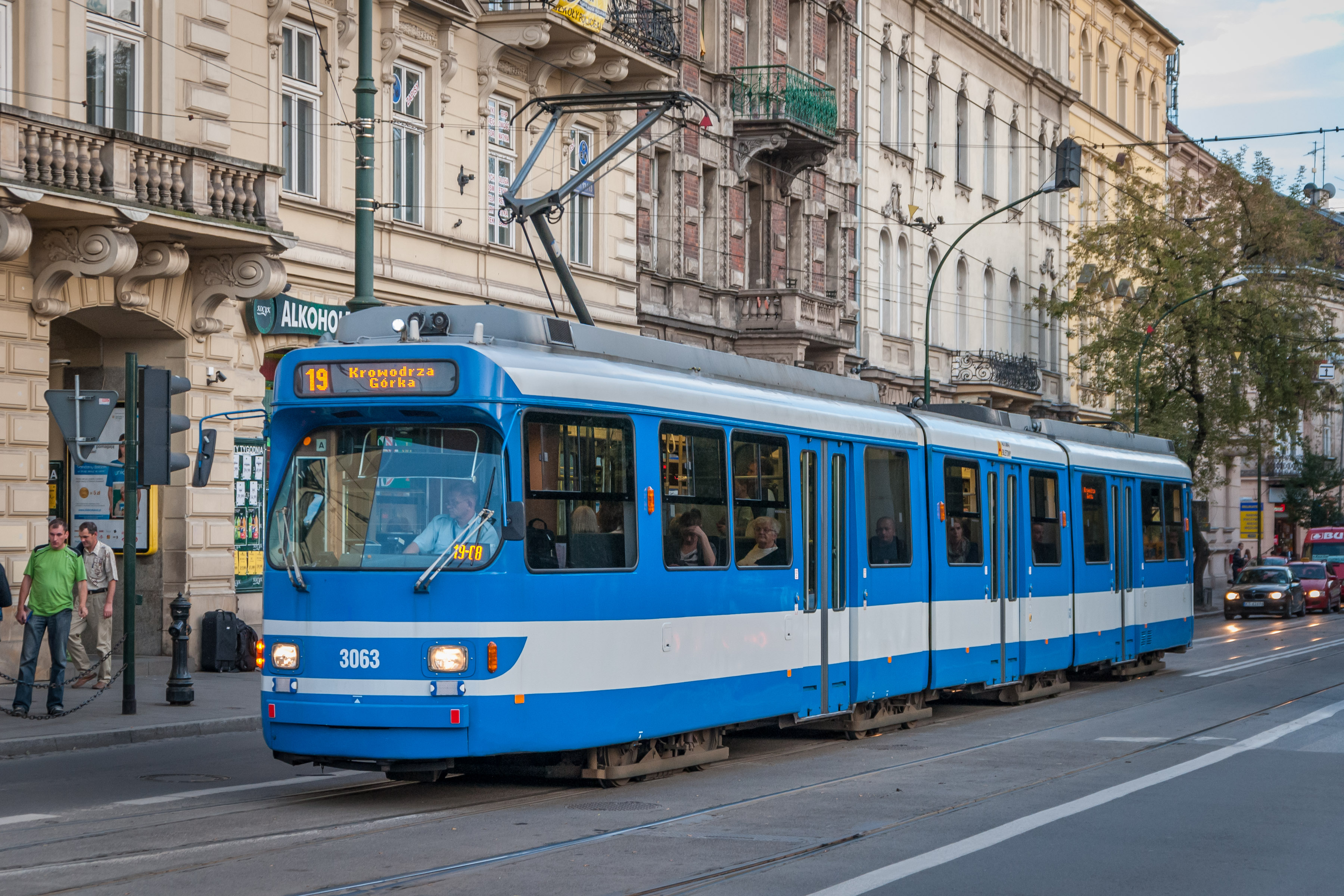
GT8S w Krakowie

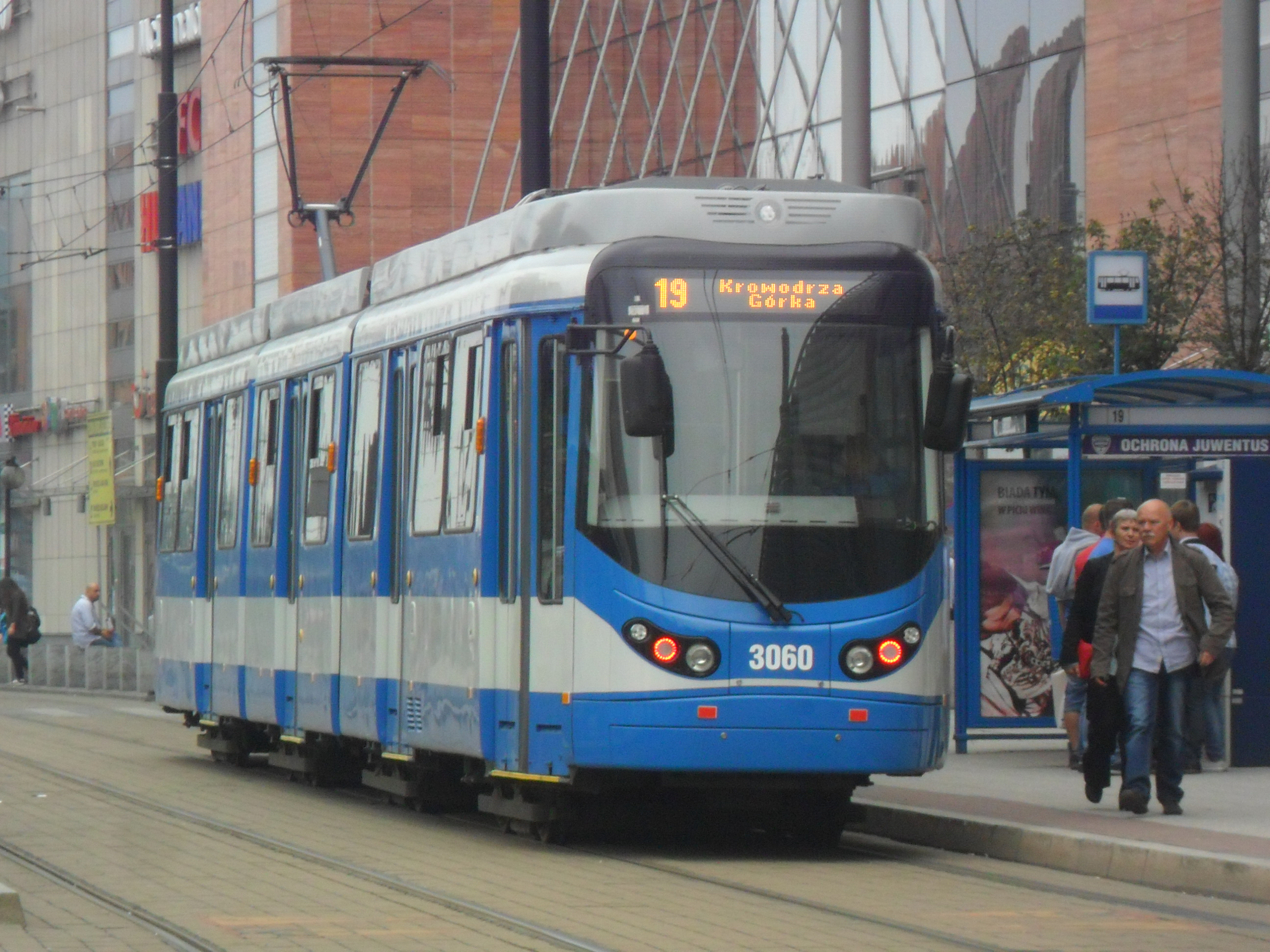
Zmodernizowany wagon #3060

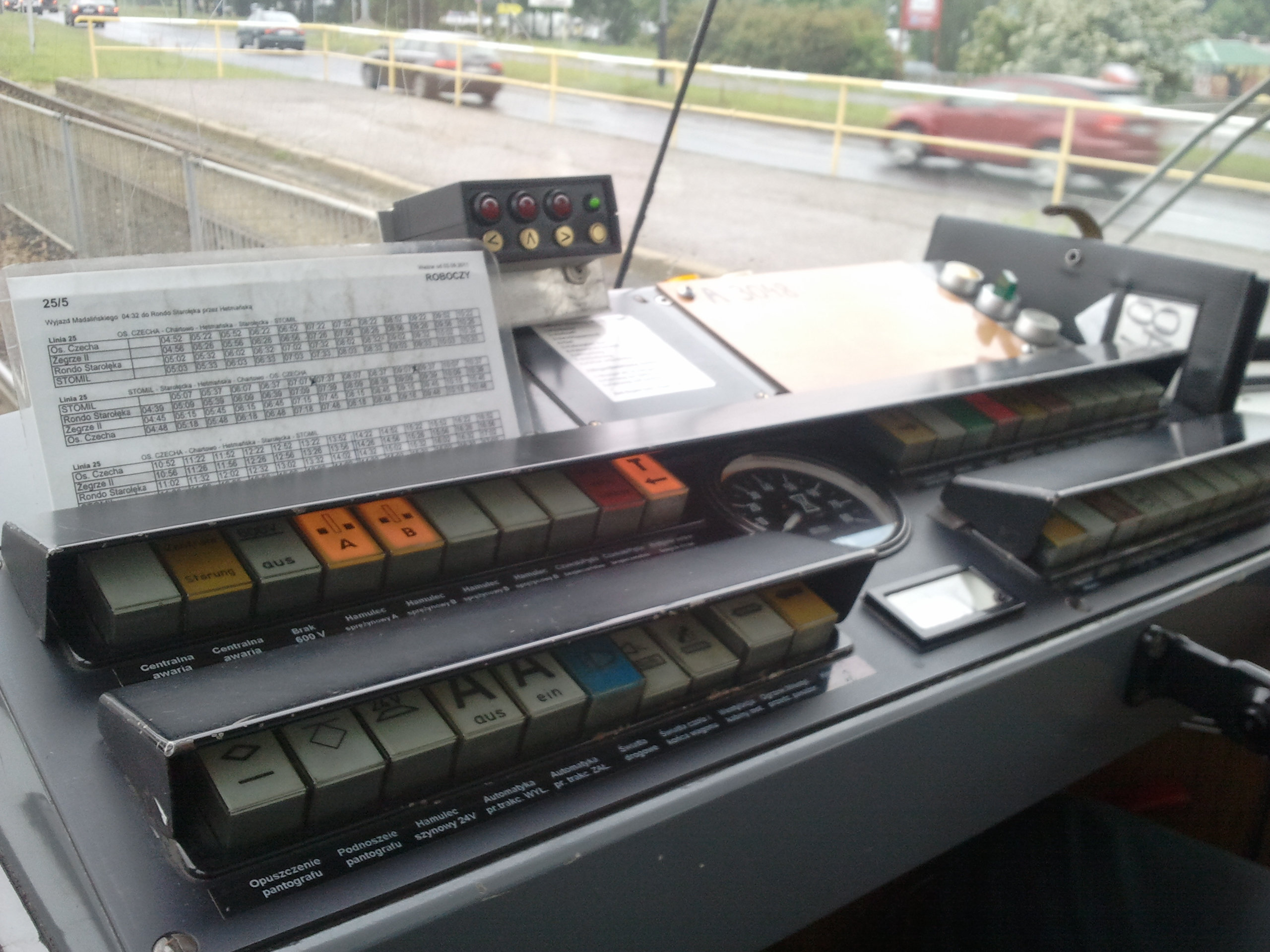
Pulpit wagonu #3048 przed modernizacją

Düwag GT8S/SU – typ tramwaju dwukierunkowego produkowanego w latach 1973–1975 przez niemiecką firmę Düsseldorfer Waggonfabrik dla przedsiębiorstwa komunikacyjnego w Düsseldorfie (Rheinbahn Düsseldorf). Jest to wersja tramwaju GT8 i model z rodziny wagonów typu Mannheim. W Polsce używane są lub były w Krakowie i Poznaniu (Poznań wypożyczył wagony z Krakowa w związku z brakiem tramwajów dwukierunkowych).

## Historia
W związku z brakami taboru dwukierunkowego, przedsiębiorstwo komunikacyjne z Düsseldorfu zamówiło w latach 1973–1975 łącznie 65 sztuk wagonów typu GT8S i 4 GT8SU.
Wagony otrzymały numerację:
- GT8S #3001 - #3065
- GT8SU #3101 - #3104

Początkowo wagony miały służyć wyłącznie do obsługi normalnych linii. Jednak wraz z rozwojem premetra w 1981 roku podjęto decyzję o przebudowie 40 wagonów typu GT8S na wagony GT8SU mogące korzystać z przystanków tramwajowych i Stadtbahnu. Przebudowano wagony o numerach #3001 - #3064 które otrzymały nowy zakres numeracji #3201 - #3236.
W związku z unowocześnianiem taboru i zakupem w 2006 roku 76 dwukierunkowych wagonów Siemens NF8U, firma ogłosiła chęć sprzedaży wszystkich wagonów typu GT8S. Zainteresowanie zakupem wykazało MPK SA w Krakowie i MPK Poznań, ostatecznie to pierwsze w 2009 roku podpisało umowę z Rheinbahn Düsseldorf o odkupieniu wycofywanych wagonów typu GT8S. 2 sierpnia 2009 roku, jeszcze przed rozpoczęciem dostawy wagonów do Krakowa, na linii 701 w wyniku zwarcia sieci trakcyjnej spłonął wagon #3050. 26 sierpnia 2009 roku dostarczono do Krakowa pierwszy z 28 planowanych wagonów, o numerze #3037. Po przystosowaniu do polskich przepisów kodeksu drogowego, przemalowaniu i montażu systemu informacji pasażerskiej, 28 listopada 2009 r. zadebiutował na linii numer 23. W 2012 roku wagon #3060 został poddany modernizacji, podczas której wymieniono między innymi ściany czołowe wagonu.

## Konstrukcja

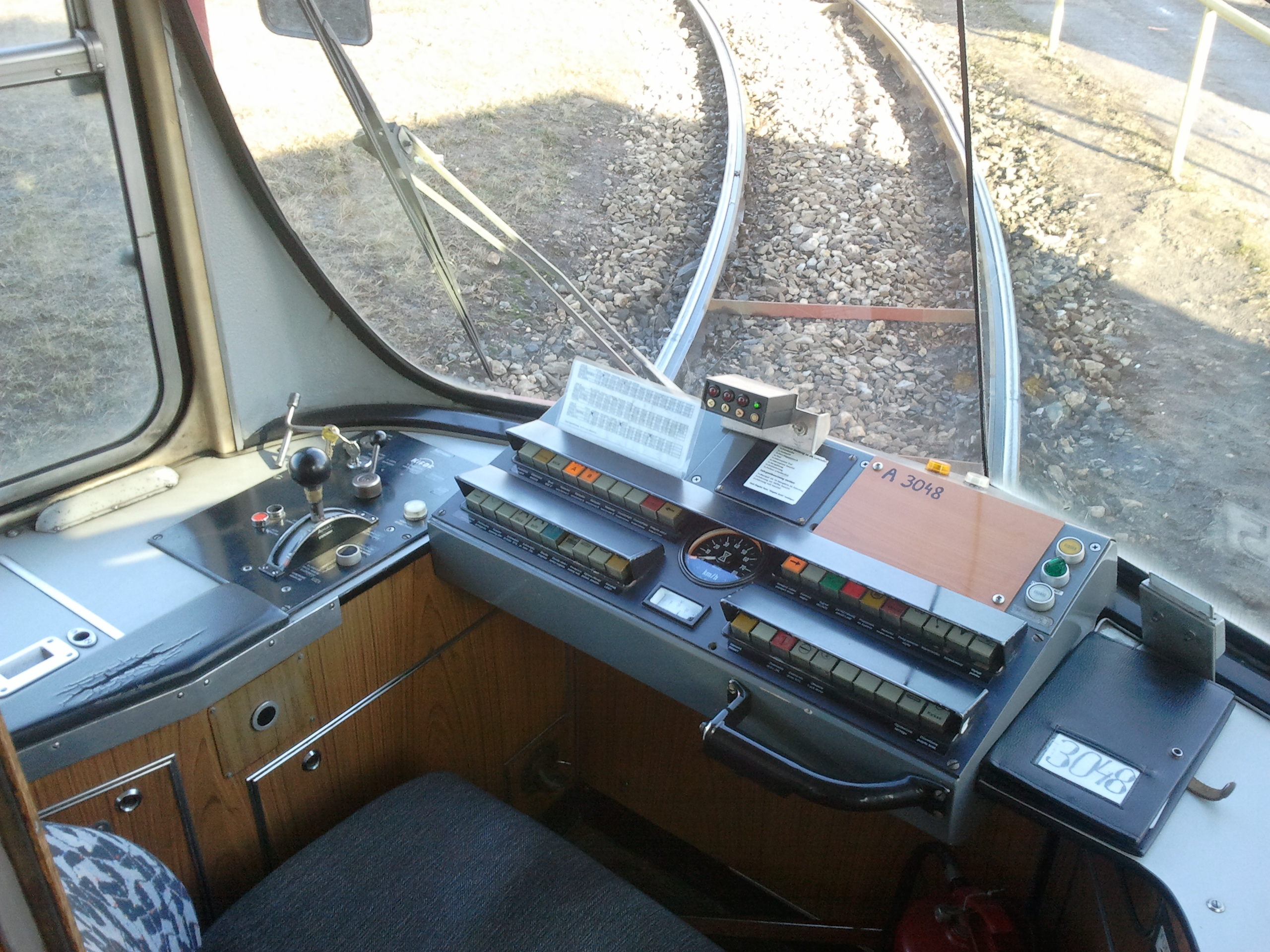
Kabina motorniczego w wagonie #3048.

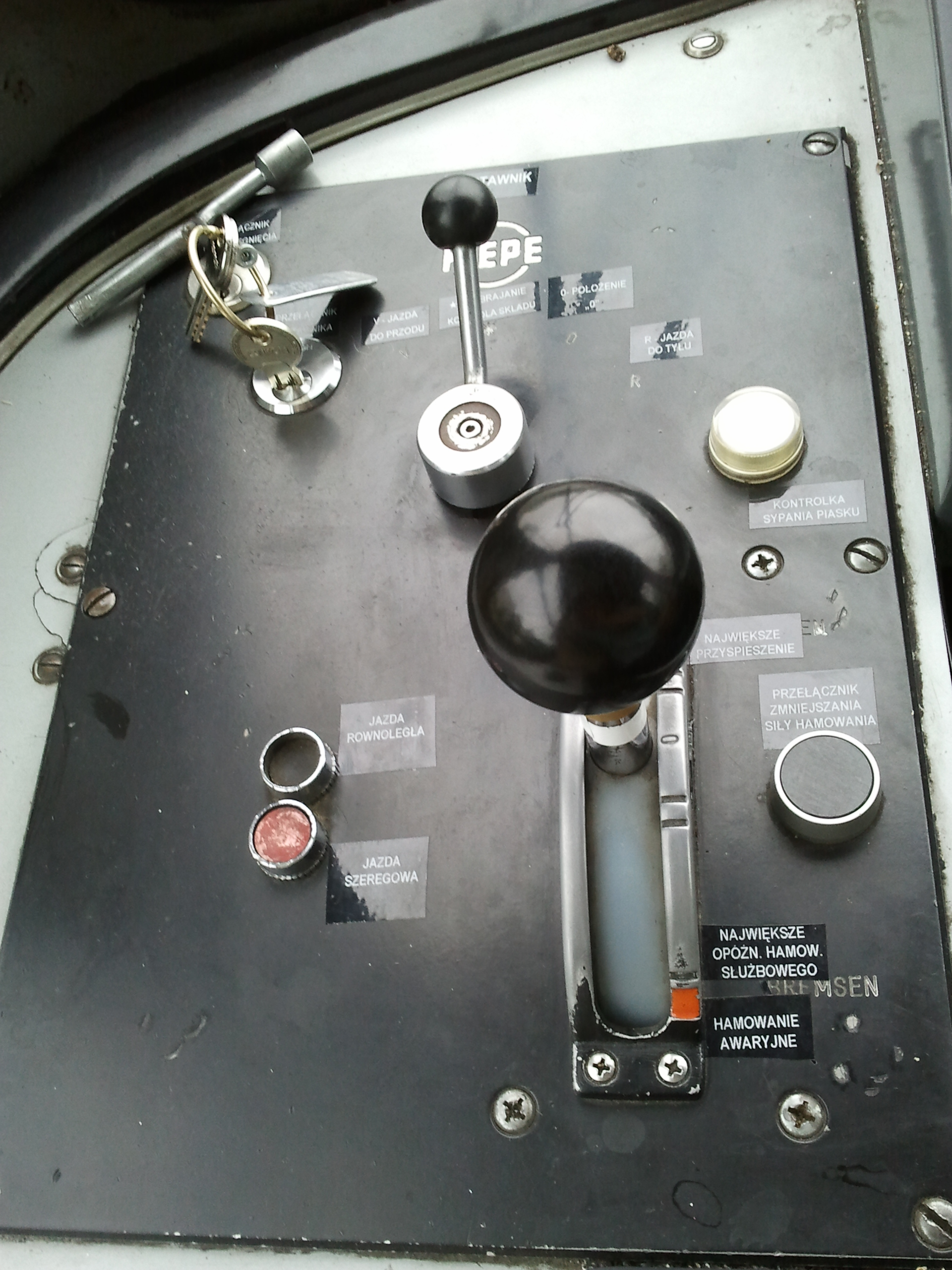
Zadajnik jazdy w wagonie GT8S.

Duewag GT8S to dwukierunkowy, trójczłonowy wagon silnikowy, wyposażony w cztery podwójne drzwi po obu stronach pojazdu (brak drzwi z tyłu pojazdu dla każdej ze stron):
- I są sterowane przez motorniczego.
- II - IV są sterowane fotokomórką, która zamyka drzwi po ok. 4-5s. (jeżeli nic nie przecina jej światła).

Tramwaj osadzony jest na 4 wózkach skrętnych, z których 2 są napędzane silnikami prądu stałego, a 2 są toczne. Wózki napędowe wyposażono w hamulec elektrodynamiczny sterowany poprzez solenoidy, hamulec elektromagnetyczny szynowy, tarczowy oraz piasecznice, wózki toczne wyposażone są tylko w hamulec elektromagnetyczny szynowy. Zdecydowano się na zamontowanie połówkowych odbieraków prądu typu BS 80/V (1Fb 80/X/E) firmy Stemmann. Rozruch tramwaju odbywa się za pomocą oporników umieszczonych na dachu pojazdu, wagon wyposażono w elektronikę "SIMATIC" Siemensa, która zapewnia optymalny rozruch i hamowanie poprzez zadajnik jazdy w postaci joysticka, zaprogramowany rozruch dzięki temu systemowi 1 m/s², awaryjne hamowanie 3 m/s². Osprzęt elektryczny zapewniły dwie firmy: Siemens i Kiepe.
Tramwaje wyposażono w klimatyzację wykorzystującą obieg powietrza zasysanego na dachu. Kompresor i skraplacz są umieszczone pod podłogą, parownik i wentylator na dachu. Latem powietrze chłodzone jest do około 4-5 °C (możliwe jest także zmniejszenie wilgotność powietrza wewnątrz wagonu), ogrzewanie jest sterowane termostatem który automatycznie rozłącza ogrzewanie po osiągnięciu odpowiedniej temperatury powietrza.
Pojazdy wyposażono w sprzęgi Scharfenberga umożliwiające ich automatyczne połączenie (po sprowadzeniu do Krakowa sprzęgi zostały zdemontowane).

## GT8SU
W 1975 roku zakupiono jedynie 4 tramwaje GT8SU #3101 - #3104. W związku z budową Stadtbahnu (premetra) w Düsseldorfie, postanowiono jednak przebudować 36 wagonów GT8S tak, aby mogły one obsługiwać linie, na których występują perony o większych wysokościach. Chodziło tu szczególnie o linie obsługujące U-Bahn. W tym celu dokonano przeróbki polegającej na zamontowaniu specjalnych opadających progów. Dzięki nim nie ma problemów z wsiadaniem i wysiadaniem z peronów metra, ponieważ próg opada do określonego poziomu. Obecnie wagony te są wykorzystywane do obsługi linii U75. Mimo przeróbki, GT8SU mogą być wykorzystywane na normalnych liniach. W 4 z wagonach tego typu wyodrębniono w środkowym członie część jadalną (Speisewagen). Obecnie w Düsseldorfie pozostały 33 przebudowane wagony, kasacji uległy #3211, #3231, #3232, a także zakupione fabrycznie GT8SU z 1975 roku #3101 - #3104.

## Kraków
W związku z budową linii do Małego Płaszowa Kraków postanowił zakupić dwukierunkowe wagony. Wagony dostały krakowskie malowania na planach malowania  z Düsseldorfu. Pierwszy tramwaj tego typu wyjechał na krakowskie ulice  w listopadzie 2009 roku. Podczas budowy torowiska na osiedlu Ruczaj wagony te były wykorzystane jako dwukierunkowe, a obecnie wszędzie są wykorzystywane jako jednokierunkowe. W przyszłości wagony będą posiadały niskopodłogową wstawkę i przejdą zakres szeregu modernizacji. Do tego w nocy 21 kwietnia 2010 r. testowano w Krakowie składy 2x GT8S o długości 54 metrów jako alternatywa dla składów 3x 105Na na najbardziej obciążonych liniach, jak na przykład linia 4. Testy powtórzono w nocy 18 stycznia 2018r. z myślą o wykorzystaniu pojazdów podczas przebudowy trasy tramwajowej do Bronowic. W 2011 roku zdecydowano się zmienić numer wagonu #3037 na brakujący #3050 (należący do wagonu, który spłonął w Düsseldorfie na krótko przed rozpoczęciem dostawy), dzięki czemu uniknięto luki w numeracji.
| Numer       | Data przyjazdu do Polski | Data włączenia do eksploatacji |
| ----------- | ------------------------ | ------------------------------ |
| 3037 → 3050 | 2009.08.26               | 2009.11.28                     |
| 3038        | 2010.04.09               | 2010.11.08                     |
| 3039        | 2010.03.03               | 2010.05.29                     |
| 3040        | 2010.03.18               | 2010.06.26                     |
| 3041        | 2010.03.21               | 2010.06.28                     |
| 3042        | 2010.03.31               | 2010.08.30                     |
| 3043        | 2010.06.25               | 2010.12.15                     |
| 3044        | 2010.04.17               | 2010.09.22                     |
| 3045        | 2010.06.26               | 2012.03.02                     |
| 3046        | 2010.06.18               | 2012.12.15                     |
| 3047        | 2009.12.13               | 2010.06.01                     |
| 3048        | 2010.06.22               | 2013.01.25                     |
| 3049        | 2009.12.18               | 2010.03.11                     |
| 3051        | 2010.12.23               | 2011.05.15                     |
| 3052        | 2010.06.22               | 2011.12.23                     |
| 3053        | 2010.06.24               | 2012.01.23                     |
| 3054        | 2009.12.23               | 2010.04.02                     |
| 3055        | 2010.06.26               | 2013.04.09                     |
| 3056        | 2010.07.22               | 2010.12.28                     |
| 3057        | 2010.01.14               | 2010.04.13                     |
| 3058        | 2010.01.21               | 2010.04.22                     |
| 3059        | 2010.01.27               | 2010.05.12                     |
| 3060        | 2010.02.24               | 2012.08.08                     |
| 3061        | 2010.02.07               | 2010.05.29                     |
| 3062        | 2010.04.24               | 2010.08.21                     |
| 3063        | 2010.07.05               | 2011.01.25                     |
| 3064        | 2010.06.11               | 2010.10.18                     |
| 3065        | 2010.02.15               | 2010.05.07                     |

## Poznań

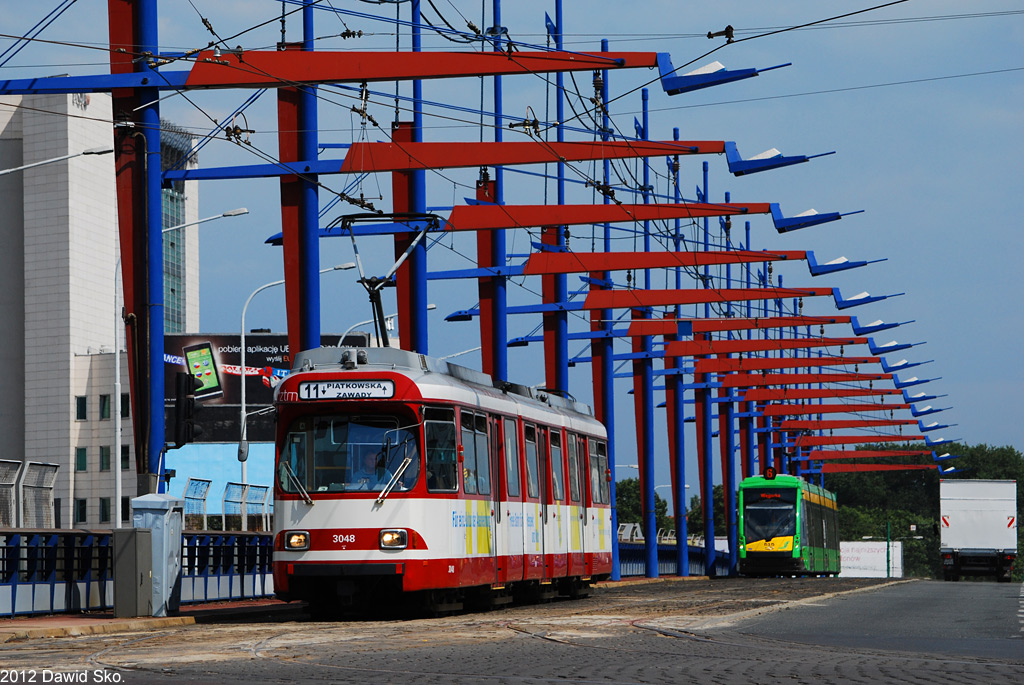
GT8S #3048 na linii 11 w Poznaniu.

W 2011 roku w związku z budową Tunelu tramwajowego na Franowo konieczne było uruchomienie dwóch linii wahadłowych 25 i 27 zapewniających komunikację mieszkańcom Rataj. W perspektywie było także dwukrotne uruchomienie wahadła na trasie PST. MPK Poznań posiadało jedynie 6 dwukierunkowych GT8ZR i 3 nie w pełni dwukierunkowe 105NaDK, w związku z tym konieczne stało się wypożyczenie takich wagonów z któregoś z polskich miast. Porozumiano się z MPK SA w Krakowie, które było w trakcie dostawy wagonów GT8S. Jako że wagony GT8S są konstrukcyjnie podobne do używanych w Poznaniu GT8, zdecydowano się na ich wypożyczenie. Dwa wagony #3059 i #3065 zostały dostarczone z Krakowa w czerwcu, a #3045, #3046, #3048, #3052, #3053 i #3055 prosto z Düsseldorfu na przełomie czerwca i lipca. Wagony #3045, #3052, #3053, #3059 i #3065 były w Poznaniu od czerwca do października 2011 r., a #3046, #3048 i #3055 od lipca 2011 do września 2012 roku. Po otwarciu trasy na Franowo wagony były wykorzystywane na liniach 11 i 18.